# Tour de France 2018/16. Etappe
Die 16. Etappe der Tour de France 2018 führte am 24. Juli 2018 über 218 Kilometer von Carcassonne nach Bagnères-de-Luchon.
Nach zwei Bergwertungen der 4. Kategorie und dem Zwischensprint nach 124 Kilometern erreichte der Parcours die Pyrenäen. Absolviert wurden drei Pässe: zunächst nach 155 Kilometern der Col de Portet-d’Aspet, 2. Kategorie 7 % Steigung auf 5,4 Kilometern, dann der Col de Menté nach 171 Kilometern, 1. Kategorie mit 8,1 % Steigung auf 6,9 Kilometern und schließlich nach 208 Kilometern der Col du Portillon, 1. Kategorie mit doppelter Punktzahl (7,1 % auf 8,3 Kilometern). Es folgte eine 10 Kilometer lange Abfahrt ins Etappenziel.
Etappensieger wurde zum zweiten Mal Julian Alaphilippe (Quick-Step Floors) mit 15 Sekunden Vorsprung vor Gorka Izagirre (Bahrain-Merida) und Adam Yates (Mitchelton-Scott).
29 Kilometer nach dem Start wurde das Rennen für ca. 20 Minuten unterbrochen, da die Polizei, um einen Protest von Bauern aufzulösen, Reizmittel einsetzte und verschiedene Fahrer des Feldes nach Passieren dieser Stelle mit tränenden Augen behandelt werden mussten. Die Attacken setzten sich nach dem Neustart fort, jedoch konnte sich erst nach rund 100 Kilometern, die mit einem Schnitt von 47 km/h zurückgelegt wurden, eine 47-köpfige Spitzengruppe vom Feld lösen. In der Anfahrt zum Col de Portet-d’Aspet setzte sich Philippe Gilbert aus dieser Gruppe ab, gewann die Bergwertung, stürzte jedoch in der Abfahrt schwer und wurde 142. des Tages. Am Col du Portillon setzte sich Yates ab und überquerte die Passhöhe mit 20 Sekunden Vorsprung vor Alaphilippe. Als Yates in der Abfahrt stürzte, wurde er von Alaphilippe überholt.
Die Gruppe der besten im Gesamtklassement erreichte das Tagesziel mit 8:52 Minuten Rückstand. Die Führungen in der Gesamt-, Punkte-, Berg- und Nachwuchswertung blieben unverändert. Bahrain-Merida, das mit Gorka Izagirre (2.), Domenico Pozzovivo (5.) und Ion Izagirre (16.) drei Fahrer im Vorderfeld platzieren konnte, übernahm die Führung in der Mannschaftswertung. Gilbert, der bei dem später ein Kniescheibenbruch diagnostiziert wurde, wurde mit der Roten Rückennummer ausgezeichnet.
Nicht am Start waren die am Vortag gestürzten Damien Howson und Serge Pauwels sowie der disqualifizierte Gianni Moscon. Tim Declercq gab während der Etappe auf.